# خريف قبيلة شايان
خريف قبيلة شايان فيلم وسترن ملحمي صدر عام 1964 من بطولة ريتشارد ويدمارك وكارول بيكر ومشاركة جيمس ستيوارت وإدوارد روبنسون. يحكي الفيلم قصة حقيقة عن هجرة قبيلة الشايان الهندية في القرن التاسع عشر. يظهر الفيلم سوء معاملة حكومة الولايات المتحدة للسكان الأصليين. الفيلم هو آخر فيلم وسترن قدمه جون فورد وهو فيلمه قبل الأخير. تم تصوير الفيلم في وادي النصب المكان الذي صور فيه فورد أبرز أفلامه مثل عربة الجياد والباحثون.

## روابط خارجية
- خريف قبيلة شايان على موقع IMDb (الإنجليزية)
- خريف قبيلة شايان على موقع الموسوعة البريطانية (الإنجليزية)
- خريف قبيلة شايان على موقع روتن توميتوز (الإنجليزية)
- خريف قبيلة شايان على موقع نتفليكس (الإنجليزية)
- خريف قبيلة شايان على موقع ألو سيني (الفرنسية)
- خريف قبيلة شايان على موقع Turner Classic Movies (الإنجليزية)
- خريف قبيلة شايان على موقع أول موفي (الإنجليزية)
- خريف قبيلة شايان على موقع بوكس أوفيس موجو (الإنجليزية)
- خريف قبيلة شايان على موقع فيلمافينيتي (الإسبانية)
- خريف قبيلة شايان على موقع قاعدة بيانات الأفلام السويدية (السويدية)